# 香川幸允
香川 幸允（かがわ ひでよし、1987年8月14日 - ）は、日本の空手家。帝京大学出身、テアトルアカデミー所属。2013年、2018年全日本空手道選手権大会王者。父親は、空手家の香川政夫。
2023年10月より俳優としてMETEORAに所属。

## 来歴
小学1年のときに自らの意思で1年ほど道場に通ったが稽古の厳しさに音を上げて挫折。
中学生時代はバスケットボールに親しんでいたが、父・政夫が帝京大学空手部の師範となり、八王子市にあった合宿所に家族で住み込むようになり、学生と接しているうちに空手への熱が再現。再度空手に取り組むことを決意する。
松韻学園福島高等学校を経て帝京大学に進学。大学卒業後は芸能事務所「テアトルアカデミー」にスタッフとして入社し、空手選手と裏方スタッフ業を兼務し現在に至る。
2014年、韓国の仁川で開催された2014年アジア競技大会の男子組手+84 kgで銀メダルを獲得。
2017年、ポーランドのヴロツワフで開催された2017年世界大会男子組手+84 kgのイベントで金メダルを獲得。  決勝では、イランのサジャード・ガンザデーを破った。
ウズベキスタンのタシケントで開催された2019年アジア競技大会空手道競技で、男子組手+84 kgイベントで銀メダルを獲得   。

## 出演

### 映画
- 最後まで行く（2024年5月19日）
- 静かなるドン（2023年11月9日）
- オアシス（2024年11月15日）
- アングリースクワッド(2024年11月22日)

### ドラマ
- ドンケツ（2025年、DMM）
- ガンニバル2（2025年、ディズニープラス）
- 日本一の最低男（2025年、フジテレビ）
- インフォーマ-闇を生きる獣たち-（2023年11月 、ABEMA）
- チェイサーゲームW２（2024年、テレビ東京）
- インフォーマ（2023年1月、関西テレビ）
- 向かいのバズる家族（2019年、読売テレビ）
- イグナイト -法の無法者- 第4話（2025年5月9日、TBS） - 闇金業者 役

### 舞台
- THE☆JACABAL'S『鬼の光』（2025年7月17日-7月20日）
- シアターXカイ 提携公演　THE☆JACABAL'S『道雪』（2024年10月30日-11月4日）